# Bert Hamelinck
Pour les articles homonymes, voir Hamelinck.
Bert Hamelinck, né le 9 mars 1968 à Louvain (Belgique), est un producteur de cinéma et de télévision belge.
Il dirige la société de production Caviar.

## Biographie
Bert Hamelinck fonde la maison de production Roses Are Blue en 1996 avec plusieurs autres anciens élèves de l'école d'art Sint-Lukas, dont Frank Van Passel et Bram Van Riet. En 2004, la maison de production fusionne avec Pix & Motion de Kato Maes et prend le nom de Caviar. Il décide peu après de s'aventurer également sur le marché américain.
Hamelinck produit des films tels que Left Bank (Linkeroever, 2008), SM-Judge (2009), Smoorverlraag (2010) et Black (2015), ainsi que des séries telles que L'Empereur du goût (De Smaak van De Keyser, 2008) et Clan (2012). Pendant ce temps, Caviar se fraye un chemin dans l'industrie cinématographique américaine en réalisant des clips vidéo et des publicités. À partir des années 2010, Hamelinck commence également à produire des films internationaux avec Caviar. Il est coproducteur de Nymphomaniac de Lars von Trier et produit des films des réalisatrices américaines Marielle Heller et Chloé Zhao,.
En 2021, Hamelinck réussit à Hollywood avec le film dramatique Sound of Metal (2019) du réalisateur Darius Marder. Le film, publié par Amazon Studios sur le service de streaming Prime Video, vaut entre autres à Hamelinck une nomination à l'Oscar du meilleur film.

## Filmographie (en tant que producteur)

### Au cinéma
- 2006 : Love Belongs to Everyone
- 2007 : De laatste zomer
- 2008 : Left Bank (Linkeroever)
- 2009 : Dirty Mind
- 2009 : SM-rechter
- 2009 : My Queen Karo
- 2010 : Bo
- 2010 : Smoorverliefd (nl)
- 2011 : Dikke vrienden (documentaire)
- 2013 : Smoorverliefd (nl)
- 2015 : The Diary of a Teenage Girl
- 2015 : Black
- 2016 : Between Us
- 2017 : The Rider
- 2017 : Sun Dogs
- 2019 : Jawline (en) (documentaire)
- 2019 : Sound of Metal
- 2020 : Victoria (de) (documentaire)
- 2022 : Rebel d'Adil El Arbi et Bilall Fallah

### Télévision (sélection)
- 2006 : Koning van de Wereld (nl)
- 2008 : L'Empereur du goût (De Smaak van De Keyser)
- 2012 : The Spiral
- 2012 : Clan
- 2017 : Tabula rasa